# Corrado Barbagallo
Pour les articles homonymes, voir Barbagallo.
Corrado Barbaglio, né le 1er décembre 1877 à Sciacca et mort le 16 avril 1952 à Turin, est un historien italien.

## Biographie
Corrado Barbaglio enseigne l'histoire économique à l'université de Catane (1926-1927), puis à l'université de Naples (1927-1948) et à l'université de Turin. En 1917, il fonde le périodique Nuova Rivista Storica qu'il dirige jusqu'en 1952, année de sa mort. Il étudie d'abord l'histoire antique avec la publication de travaux sur la Grèce antique en 1905, une histoire économique de l'Antiquité en 1907 et une histoire de l'empereur Julien en 1912. Ensuite il se dirige vers l'histoire économique et politique de l'époque moderne et de l'époque contemporaine. Il publie en 1923 des travaux sur les facteurs déclencheurs de la Première Guerre mondiale et sur les origines de la grande industrie contemporaine en 1929.
Il publie aussi aux éditions Utet de Turin une Histoire universelle en cinq volumes dont la première édition paraît entre 1931 et 1938 et la seconde entre 1950 et 1954.

## Œuvres
- Francesco Montefredini: di un obliato discepolo di F. De Sanctis, Florence, Tipografia cooperativa, 1900
- La fine della Grecia antica, Bari, Laterza, 1905
- Contributo alla storia economica dell'antichità, Rome, Loescher, 1907
- Stato, scuola e politica in Roma repubblicana, Turin, Loescher, 1910
- Lo Stato e l'istruzione pubblica nell'impero romano, Catane, Battiato, 1911
- Giuliano l'Apostata, Gênes, Formiggini, 1912
- Per l'italianità della cultura nostra, 1918
- Come si scatenò la guerra mondiale, Milan, Albrighi, Segati e c., 1923 (Biblioteca di Nuova Rivista Storica, 6)
- Il problema delle origini di Roma: da Vico a noi, Milan, Unitas, 1926
- Le origini della grande industria contemporanea: 1750-1850. Saggio di storia economico-sociale, 2 voll., Venise, La Nuova Italia, 1929-1930
- Storia Universale, Turin, Utet, 1931-1938
- La conquista dell'impero: la guerra italo-etiopica (ottobre 1935-maggio 1936), Milan, Albrighi, Segati e c., 1937
- L'oro e il fuoco : capitale e lavoro attraverso i secoli, Milan, Corbaccio, 1938
- La Russia comunista: 1917 - 1939, Naples, Fiorentino, 1944
- Inghilterra ed India, Naples, Macchiaroli, 1945
- Lettere a John: che cosa fu il fascismo, Naples, Fiorentino, 1946
- La questione meridionale, Rome, U.E.S.I.S.A., 1946

## Crédit d'auteurs
- (it) Cet article est partiellement ou en totalité issu de l’article de Wikipédia en italien intitulé « Corrado Barbagallo » (voir la liste des auteurs).